# Zygmunt Deyczakowski
Zygmunt Anzelm Deyczakowski, podpisujący się także Dey-Deyczakowski (ur. 30 maja 1905 w Ottyni, zm. 2 maja 1979 na wyspie Saint Croix) – kapitan żeglugi wielkiej, absolwent Szkoły Morskiej w Tczewie, podczas II wojny światowej dowódca „Chrobrego” i „Batorego”.

## Życiorys

### Młodość

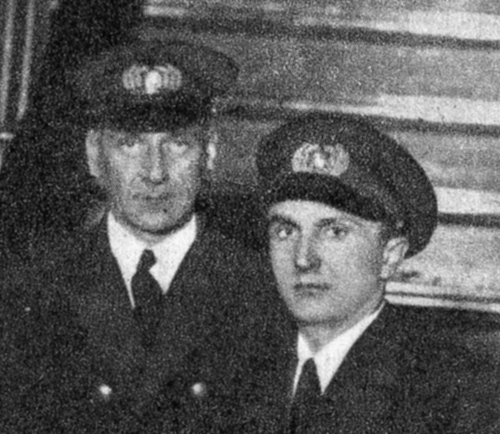
Zygmunt Deyczakowski (po prawej) oraz Mamert Stankiewicz (po lewej)

Zygmunt Deyczakowski urodził się 30 maja 1905 roku w miejscowości Otynia na Pokuciu. Był młodszym z dwóch braci, którzy we wczesnej młodości postanowili zostać marynarzami i cel swój osiągnęli. Szlify oficerskie zdobywał na statkach duńskich i na „Polonii” pod rozkazami kpt. Mamerta Stankiewicza. Pierwszym statkiem, którym dowodził był masowiec „Robur VI” towarzystwa Polskarob. U tego samego armatora pływał jego starszy brat Zbigniew, również kapitan (który zaginął wraz z parowcem "Zagłoba" w lutym 1943 roku na Atlantyku).
W roku 1920 Zygmunt Deyczakowski służył jako ułan w 2. szwadronie 214. Pułku Ułanów Armii Ochotniczej (późniejszy 24. Pułk Ułanów).

### Na Chrobrym
Informacja o wybuchu wojny zastała „Chrobrego” 2 września w porcie Recife w Brazylii. W tej sytuacji rejs został przerwany, pasażerowie zeszli na ląd, a kapitan Edward Pacewicz skierował statek do Southampton, dokąd przybył 31 października i natychmiast został przebudowany na transportowiec wojska. Kapitan Pacewicz objął dowództwo „Batorego”, a kapitanem "Chrobrego" został Zygmunt Deyczakowski.
„Chrobry” dobrze zapisał się w historii konwojów, przewożąc wojsko, zaopatrzenie i sprzęt. Niedługo jednak służył pod polską banderą. 15 maja 1940 roku, podczas kampanii norweskiej, gdy przewoził żołnierzy z Harstad do Bodø, został trafiony bombą zrzuconą przez niemiecki samolot. Na pokładzie wybuchł pożar nie do opanowania; zginęło wielu brytyjskich żołnierzy i dwunastu członków załogi. Kapitan Deyczakowski nakazał opuszczenie statku i z energią przystąpił do akcji ewakuacyjnej. Uratowano 695 rozbitków. Deyczakowski i piętnastu marynarzy z załogi zostało uhonorowanych Krzyżami Walecznych i odznaczeniami alianckimi. Były to pierwsze polskie odznaczenia bojowe wręczone (odznaczał prezydent Władysław Raczkiewicz) marynarzom PMH.
Po stracie statku kapitan Zygmunt Deyczakowski objął dowodzenie „Batorym”, na którym pływał − wraz z częścią załogi „Chrobrego” − do końca wojny, by 4 stycznia 1946 roku zdać dowodzenie kpt. ż.w. Franciszkowi Szudzińskiemu.

### Lucky Ship
W wojennej służbie „Batory” pod dowództwem kapitana Deyczakowskiego odbył wiele rejsów. M.in. przewiózł do Kanady zapasy złota, walut i papierów wartościowych Banku Anglii (przy okazji arrasy i klejnoty koronne z Wawelu, wysłane za granicę przez rząd polski wobec zbliżającej się wojny), a także żołnierzy 2 Korpusu Polskiego z Egiptu do Włoch w drugiej połowie 1943 roku. Jednak najwięcej rozgłosu przyniosła mu wyprawa przez Atlantyk i Ocean Indyjski z blisko 500 brytyjskimi dziećmi w wieku od 4 do 15 lat, które miały znaleźć schronienie w Australii. Deyczakowski nazwał ten nietypowy ładunek „klejnotami Korony Imperium Brytyjskiego”. On sam był dla dzieci „królem statku”, władcą którego witały chóralnie polskim „dzień dobry”.
Gdy w Kapsztadzie mali pasażerowie dowiedzieli się, że w dalszą drogę popłyną statkiem brytyjskim, zastrajkowali odmawiając przyjmowania pokarmów. Admiralicja brytyjska cofnęła więc swą decyzję i pozwoliła dzieciom kontynuować podróż na „Batorym”. „Lucky Ship” dotarł do celu bez przeszkód.
Po zakończeniu dowodzenia "Batorym" Zygmunt Deyczakowski (którego starszy brat Zbigniew zginął w czasie wojny na SS "Zagłoba") zdecydował się pozostać na emigracji i zakończył karierę marynarską. Zamieszkał z rodziną w Kanadzie, a następnie w USA i nie wrócił już na morze.

## Odznaczenia
- Krzyż Walecznych[11]
- Złoty Krzyż Zasługi z Mieczami[11]
- Medal Morski Polskiej Marynarki Handlowej[12]
- Oficer Orderu Imperium Brytyjskiego (1943, Wielka Brytania)[11][12]
- Krzyż Wybitnej Służby (Wielka Brytania)[11][12]
- Mentioned in Despatches (1944, Wielka Brytania)[12]